# Percusión de sonido indeterminado
La percusión de sonido indeterminado es aquella en la que resulta de cierta dificultad y escasa la necesidad o utilidad de afinar en una nota concreta, técnica "al oído" dentro de los instrumentos de percusión. 
Nos referimos a ella como el grupo en el que se engloban instrumentos, que deben de ser afinados o construidos para conseguir un timbre agradable sin ser buscada una nota definida y exacta.
Normalmente esta familia de percusión es la destinada a dar un fondo rítmico, a la obra en la que se utiliza, siendo su máximo representante en la música popular moderna, un conjunto de instrumentos indeterminados que en su conjunto forman un solo como la batería.
- Datos: Q7897283